# Gerenna-vár
A Gerenna-vár a Bükk-vidék egyik, 759 méter magas, csonkakúp alakú, sziklás csúcsa a Tótfalu-völgy és a Leány-völgy közötti gerincen; a hegység egyik legszebb kilátóhelye. Nevét az egykor itt állt várról kapta.
Északi oldalában a műút alatt (Szilvásváradról a második parkolónál) kilátót építettek ki a Leány-völgy fölé. Turista emlékhely.

## Növényzete
A Leány-völgyben (520–850 m. tszf.) mészkövön növő szurdokerdő (Phyllitidi-Aceretum) fejlődött ki.
A hegy helyenként igen meredek (45–55º), ÉK-nek néző oldalán, sziklafalain a perm, illetve triász korú mészköveken, ahol a termőréteg többnyire csak 5–10 cm vastag, a sötét mészhumuszon, illetve rendzinán hársas-berkenyés reliktum erdő (Tilio-Sorbetum) nő. Ebben megjelenik a hegyi juhar és a magas kőris; szálanként elegyedik közé a hegyi szil, a korai juhar és a nagylevelű hárs. Törmelékes lejtőin gyakoriak a jégkorszaki reliktumnak tekintett alhavasi növények, mint például:
- sárga ibolya (Viola biflora),
- havasi ikravirág (Arabis alpina),
- poloskavész (Cimicifuga europaea).

## Gerennavár
A kis területű várhelyet a meredek keleti oldal kivételével 3–4 m széles és mintegy 2 m mély, törmelékkel feltöltött árok övezi. Bejárata feltehetőleg a legkönnyebben megközelíthető, nyugati oldalon volt, ahol a várárkon fahíd vezethetett a felvonóhidas kapuhoz.

### Története
Az egykori, gyűrű alakú földvárat a környéken lakó szlávok építették még a honfoglalás előtt. Ezután a 14–15. században használták (alaprajza és jellege alapján valószínű, hogy a szomszédos Éleskő váránál később építették). Középkori funkciójáról csak bizonytalan, többé-kevésbé hagyomány jellegű információk maradtak fenn: állítólag Nagy Lajos vadászkastélya volt, majd Mátyás király is használta.
Nem tudjuk, hogyan pusztult el (feltételezik, hogy Éleskőhöz hasonlóan); ma már alapfalai is alig láthatók.

### Megközelítése
Szilvásváradról a Tótfalusi-völgyön a sárga, majd sárga L jelzésen, illetve a bércen vezető sárga + és sárga L jelzésen. Gépkocsival az Olasz-kapuhoz vezető úton a harmadik parkolóig, innen a sárga L jelzésen 10 perc. Sajnos a Szalajka úz Szilvásváradon le van zárva a gépjárművek előtt, tehát a várrom felé ezen az úton autóval nem lehet bejutni.